# Charles Marshall
Charles R. "Charlie" Marshall (21 de juliol de 1880 - ?) va ser un jugador de rugbi britànic que va competir a primers del segle xx. El 1908 va guanyar la medalla de plata en la competició de rugbi dels Jocs Olímpics de Londres.